# Arques (Fluss)
Der Arques ist ein Fluss in Frankreich, der im Département Seine-Maritime in der Region Normandie  verläuft. Er entsteht durch Vereinigung der Flüsse Béthune, Varenne und Eaulne im Gemeindegebiet von Arques-la-Bataille, entwässert generell in nordwestlicher Richtung und mündet nach rund 6 Kilometern im Stadtgebiet von Dieppe in den Ärmelkanal.

## Orte am Fluss
- Arques-la-Bataille
- Martin-Église
- Rouxmesnil-Bouteilles
- Dieppe